# Сульпиция Младшая
Сульпи́ция Мла́дшая (лат. Sulpicia Minor; вторая половина I века н. э.) — древнеримская поэтесса времён императора Домициана. Прозвище «Младшая» дано позднейшими авторами, чтобы отличать её от старшей Сульпиции Руфы, поэтессы I века до н. э.

## Творчество
Сульпиция писала эротические стихотворения о любви к своему мужу, Кале́ну (Calenus); из них дошли (в схолиях к Ювеналу) две строки ямбическим триметром:

[si me] cadurc[i] restitutis fasciis

nud[a]m Caleno concubantem proferat

Из-за отсутствия контекста фразы, многозначности некоторых слов и плохой сохранности текста точный смысл этих двух стихов — вопрос спорный; во всяком случае, ясно, что Сульпиция говорит о том, как она, обнажённая (nuda), на ложе занимается любовью или же просто спит рядом (concubat) с Каленом.
Кроме того, в сильно испорченном виде сохранилась небольшая сатира из 70 гекзаметрических строк, известная как «Жалоба Сульпиции» (лат. Conquestio Sulpiciae). В ней обличается Домициан, по указу которого из Рима изгнали философов; тон близок к элегии, Кален снова упоминается как супруг рассказчицы. Стихотворение было найдено в конце XV века и опубликовано в Венеции в 1498 году. Его подлинность считается сомнительной: начиная со второй половины XIX века, часть учёных полагает, что это написанная от имени Сульпиции позднеантичная подделка — мнение, восходящее к немецкому филологу Эмилю Беренсу; но с конца XX века доводы Беренса всё чаще оспариваются.

## Древние свидетельства
Сульпиция упоминается в двух прославляющих её эпиграммах поэта-современника Марциала (книга X, №№ 35 и 38); кратко — у Авсония, Сидония Аполлинария и Фульгенция Мифографа.
Марциал хвалит игривые, но чистые (castos, probos) стихи Сульпиции и восхищается её преданностью мужу, сопоставляя поэтессу с Сапфо и Эгерией. Его эпиграммы написаны около 98 года н. э. — по-видимому, после смерти Сульпиции, с которой Кален, по словам Марциала, прожил пятнадцать счастливых лет.
В том же духе ссылается на авторитет Сульпиции Авсоний в послесловии к содержащему эротические шутки «Свадебному центону» (около 380 года н. э.).
Более поздние христианские авторы отзываются о Сульпиции неодобрительно. Судя по выражениям, для Сидония Аполлинария («Стихи», IX, 261—262; около 477 года н. э.) её поэзия — легкомысленна, недостойна подражания; для Фульгенция («Мифологии», пролог к книге I; около 500 года н. э.) — откровенно бесстыдна.